# ブライズ・ハートリー
ブライズ・ハートリー（Blythe Hartley、1982年5月2日 - ）はカナダのアルバータ州エドモントン出身の飛込競技選手。
12歳の時に飛込競技を始めた。アルバータ州カルガリーにあるナショナルスポーツスクールに入り、多くのカナダのトップアスリートと共に学んだ。高校卒業後、南カリフォルニア大学に進学、2006年に卒業している。 
2000年のシドニーオリンピックの3m飛板飛び込みで5位、福岡市で行われた2001年世界水泳選手権の1m飛板飛び込みで金メダルを獲得、バルセロナで行われた2003年世界水泳選手権の3m飛板飛び込みで銅メダルを獲得している。アテネオリンピックではチームメートのエミリー・ハイマンズと共に10mシンクロナイズド高飛び込みで銅メダルを獲得した。地元カナダのモントリオールで行われた2005年世界水泳選手権でも金メダルを獲得している。
2008年2月、アテネオリンピック金メダリストの郭晶晶がインタビューでライバルを聞かれた際にライバルとしてハートリーの名前があげられていた。